# 赤坂インターシティ
赤坂インターシティ（あかさかインターシティ）は、東京都港区赤坂にある超高層複合ビルである。

## 概要
赤坂一丁目は興和不動産（現：日鉄興和不動産）の発祥の地で、同社所有のオフィスビルや高級賃貸マンションが集中していた。そうした中、第1興和ビル、第2興和ビルの建て替え構想が持ち上がり、再開発にあたり、そのままそれぞれのビル跡地に建てたのでは小規模なビルがいくつも建つことになるため、興和不動産は総合設計制度を使い、同社の手掛ける賃貸マンション「ホーマット」のオーナー地権者の理解を得て、再開発の一環として賃貸マンション事業も同地で行い、広い敷地で再開発を行うことを決定した。
赤坂インターシティは、「100年後にも鮮度を発する都市空間」をコンセプトに、ドイツから直輸入したテラコッタのルーバーを用いたイエローの外装が特徴の複合ビルで2005年春、オフィス部分は外資系企業を中心にほぼ100%の稼働率で開業した。
低層階（15階まで）はオフィス及び店舗用途、オフィスフロアの天井高は2,900mmで、日経アーキテクチュアの2006年4月調査では東京都心6区の賃貸オフィスビルで最も高い。高層階（16階から36階）には総戸数84戸の高級賃貸マンション「ホーマット・バイカウント」を設置。エントランスはオフィスと住居で分けた。最上階には居住者専用のフィットネスジムが設置されている。
総合設計制度に基づき公開緑地を作る際、赤坂一体の自然・風土に根ざした原風景を再生すべく、緑豊かな庭園や竹の小径を設けるなどした。
アメリカ合衆国大使館に隣接しているため、付近では警察官による警備が日常的に行われている。
北側には赤坂インターシティAIR（2017年8月竣工）が隣接する。

## 評価・受賞歴
- 「2005年度グッドデザイン賞（建築・環境デザイン部門）」受賞（2005年[6]）
- 日経アーキテクチュア「使いやすいオフィスビル」選出（2006年[7]）
- 「DBJ Green Building認証」four stars取得（2016年）
- 「平成28年度 優良特定地球温暖化対策事業所」準トップレベル事業所認定取得（2017年）
- 「BOMA360パフォーマンスプログラム」認定取得（2017年）

## 主要テナント
| - エムスリー - アクセンチュア東京オフィス - シマンテック - コーニングジャパン - 日本コーンスターチ | - ローソン赤坂インターシティ店 - 響 風庭 赤坂 Dynamic Kitchen & Bar |

## アクセス
- 東京メトロ銀座線・南北線の溜池山王駅から徒歩2分

## ギャラリー

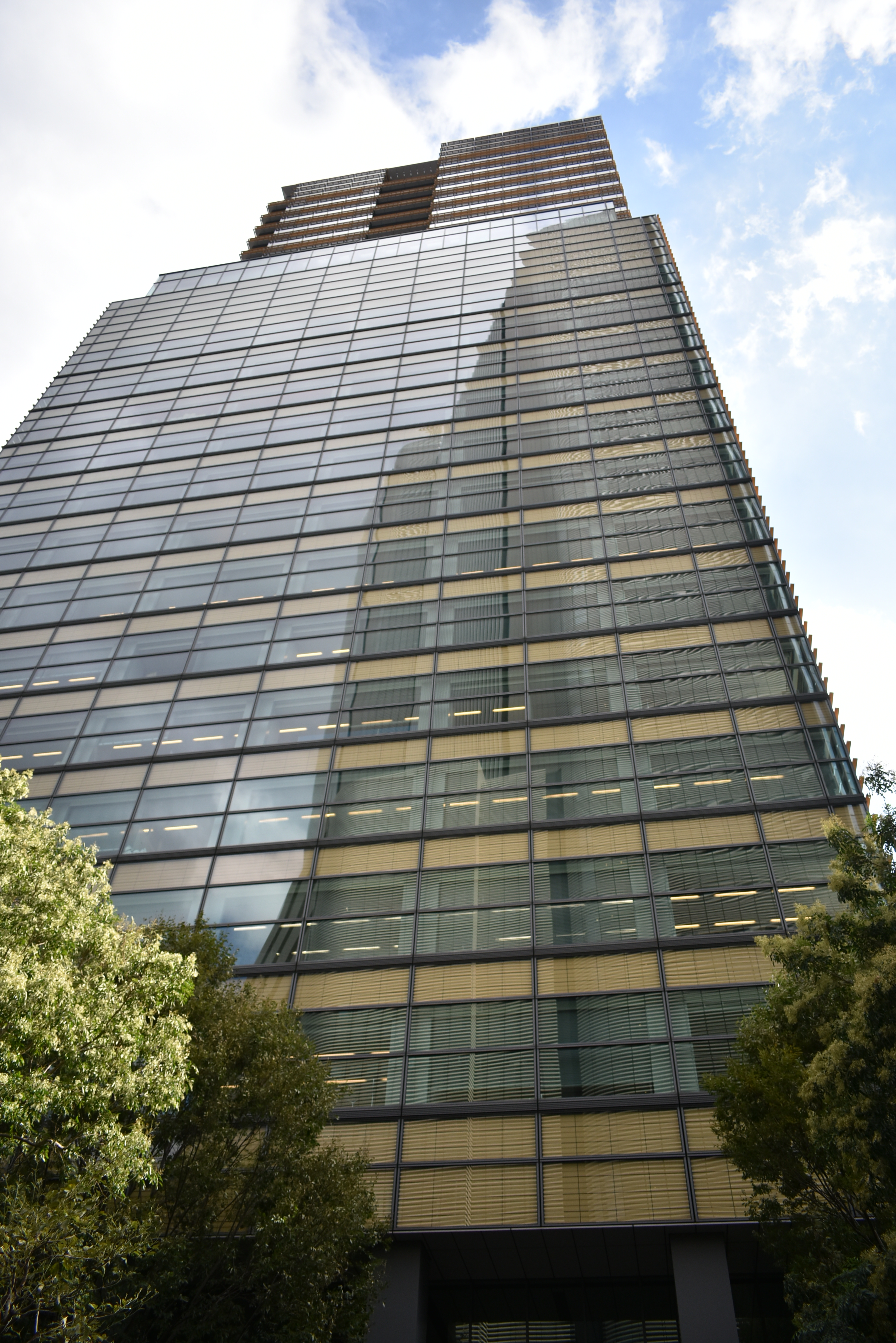
高層部を見上げる（2019年9月12日撮影）
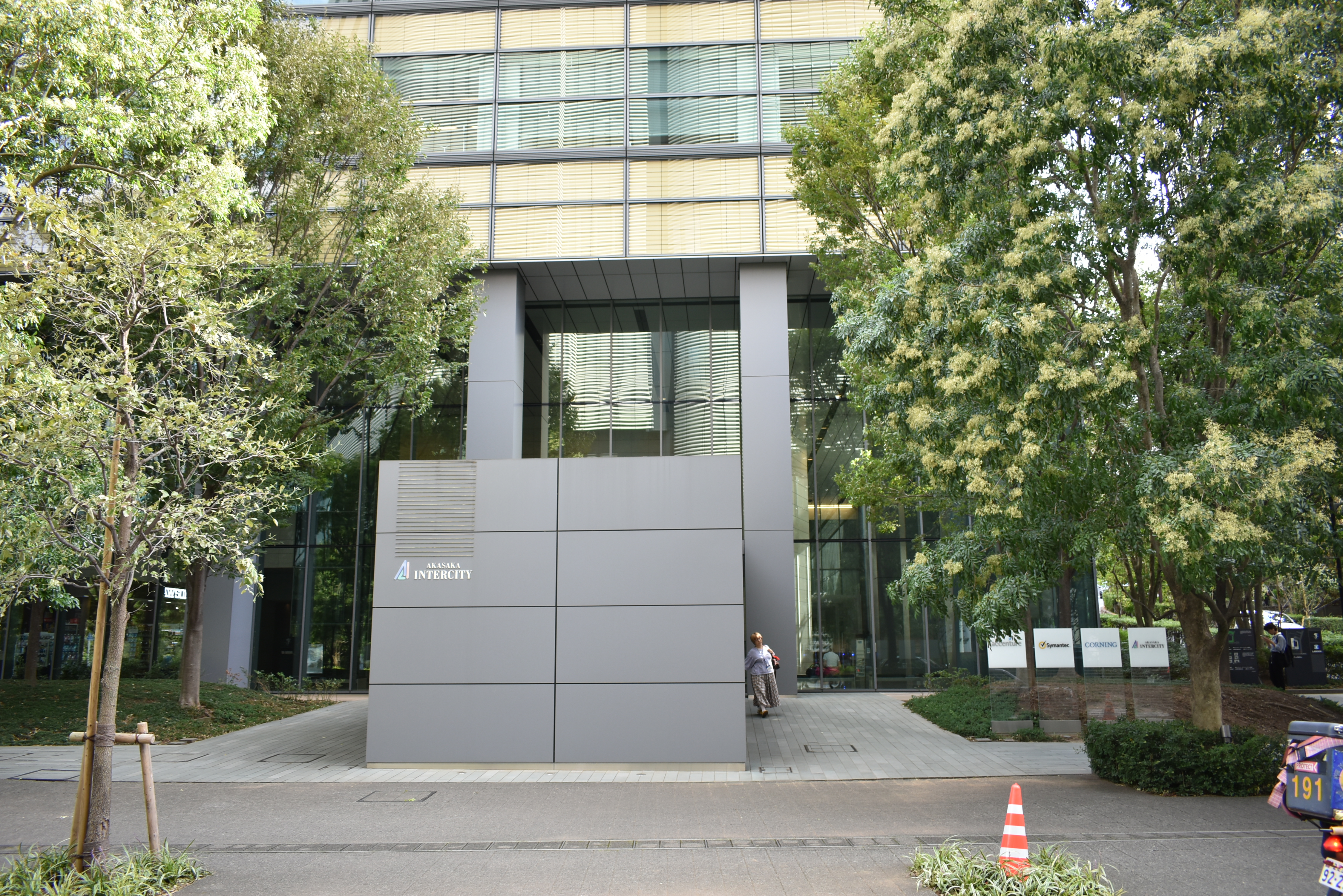
エントランス廻り（2019年9月12日撮影）
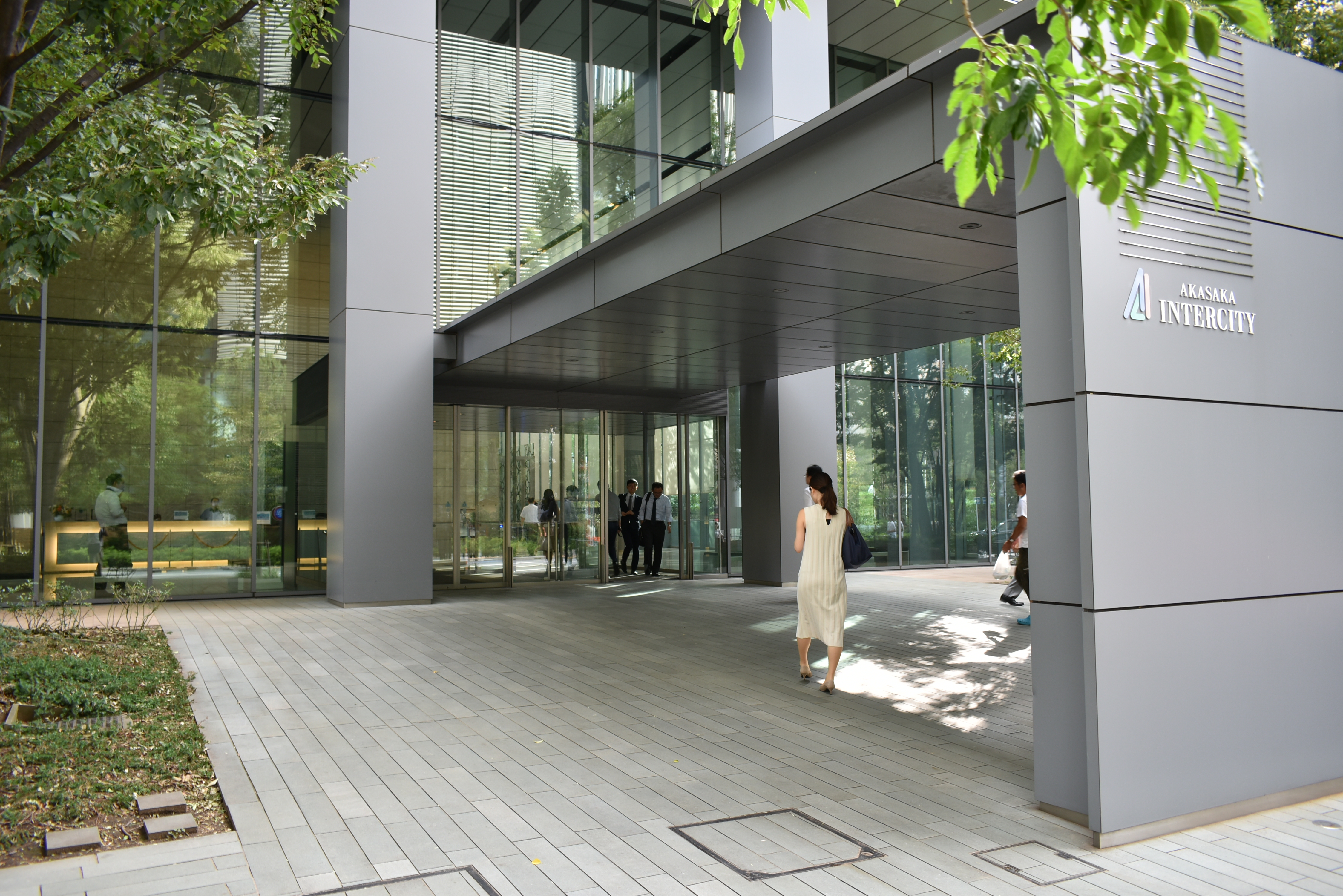
エントランス（2019年9月12日撮影）

## 周辺施設
- 駐日アメリカ合衆国大使館
- 赤坂インターシティAIR
- ANAインターコンチネンタルホテル東京
- サントリーホール
- アークヒルズ
- アークヒルズフロントタワー
- ホテルオークラ東京
- ホーマット・プレジデント